# ريان دافنبورت
ريان دافنبورت هو متزلج صدري كندي، ولد في 1965م في كندا.